# Seven Hills, New South Wales
Seven Hills este o suburbie în Sydney, Australia.